# ورزشکاه اکیس برد
ورزشکاه اکیس برد (به لاتین: Axis Bird Stadium) یک ورزشگاه در ژاپن است که در توتوری (شهر) واقع شده‌است.